# Kirche Petersdorf (Ostpreußen)
Die Kirche in Petersdorf (russisch Кирха Петерсдорфа) in Ostpreußen war ein verputzter Feldsteinbau aus dem 14. Jahrhundert. Von der Reformation bis 1945 war sie evangelisches Gotteshaus für das Kirchspiel Petersdorf (heute russisch: Куйбышевское) im Kreis Wehlau. Heute stehen von dem Gebäude nur noch die Turmruine und die Reste des Ostgiebels.

## Geographische Lage
Kuibyschewskoje liegt nordöstlich der einstigen Kreisstadt Snamensk (Wehlau) an der russischen Fernstraße A 229 (einstige deutsche Reichsstraße 1). Die Ortschaft ist eine Siedlung in der Landgemeinde Sorino (Poppendorf) im Rajon Gwardeisk (Kreis Tapiau) in der russischen Oblast Kaliningrad (Gebiet Königsberg (Preußen)). Die nächste Bahnstation ist Snamensk an der Bahnstrecke Kaliningrad–Nesterow (Königsberg–Stallupönen/Ebenrode). Die Kirchenruine steht mitten im alten Dorf.

## Kirchengebäude
Bei dem Petersdorfer Gotteshaus handelt es sich ursprünglich um einen verputzten chorlosen Feldsteinbau wohl aus dem letzten Viertel des 14. Jahrhunderts. Das Gebäude verfügt über einen schönen Ostgiebel, der sich bis heute erhalten hat. Der jetzt als Ruine zu sehende vorgesetzte Westturm wurde erst im 15. Jahrhundert errichtet. Die Gründung der Kirche weist in die Zeit um 1368, als der Oberste Marschall des Ordens dem Getreuen Maschwarde den seinerzeit noch Heroldisdorf genannten Ort verlieh.
Im Kircheninnenraum wurde um 1700 die Korbbogendecke bemalt und im 19. Jahrhundert ergänzt. An den Wänden fanden sich noch Spuren mittelalterlicher Malereien. Bei dem Altar handelte es sich um eine Verarbeitung des spätgotischen Schreins der Kirche von Alt Wehlau (heute russisch: Prudnoje), die wohl 1534 aufgelassen worden war. Barocke Zutaten und ein Kreuzigungsgemälde zierten ihn. Die Kanzel, Emporen sowie Jubel- und Taufengel entstammten dem 17. und 18. Jahrhundert.
Die Orgel wurde 1743 angeblich von Johann Josua Mosengel erbaut. Die Kirche hatte drei Glocken. Die Jahreszahl 1743 an der Orgel bezog sich vermutlich nicht auf das Baujahr, welches nach Janca/Renkewitz/Fischer Orgeln in Geschichte der Orgelbaukunst in Ost- und Westpreußen von 1333 bis 1944 Band II, 1 Seite 113 das Jahr 1694 war, in dem Mosengel die Orgel erbaute. Das Gehäuse wurde nach dieser Quelle 1904 abgebrochen.
Das Bauwerk überstand den Zweiten Weltkrieg unbeschädigt. Es fand danach jedoch keine Nutzung und wurde dem Verfall preisgegeben. Die noch vorhandenen Ruinenreste lassen auf einen eindrucksvollen Kirchenbau schließen. Ein vor den Kirchenmauern angebrachtes Russisches Kreuz lässt auf eine Übereignung an die Russisch-orthodoxe Kirche schließen.

## Kirchengemeinde

### Kirchengeschichte
Die Gründung einer Kirchengemeinde in Petersdorf geht in die Zeit um 1368 zurück. Bereits in vorreformatorischer Zeit bedeutungsvoll entwickelte sich die Pfarrei nach Einzug der Reformation bis 1945 zum flächenmäßig größten Kirchspiel im Kreis Wehlau. Im Jahre 1925 zählte der Pfarrsprengel 3.897 Gemeindeglieder, die in 32 Kirchspielorten wohnten. Bis 1945 war Petersdorf in den Kirchenkreis Wehlau (heute russisch: Snamensk) in der Kirchenprovinz Ostpreußen der Kirche der Altpreußischen Union eingegliedert.
Aufgrund von Flucht und Vertreibung der einheimischen Bevölkerung und der kirchenfeindlichen Bestrebungen der Sowjetunion kam in Kuibyschewskoje alles kirchliche Leben zum Erliegen. Heute liegt der Ort im Einzugsbereich der in den 1990er Jahren neu entstandenen evangelisch-lutherischen Gemeinde in Talpaki (Taplacken), einer Filialgemeinde der Auferstehungskirche in Kaliningrad (Königsberg) in der Propstei Kaliningrad der Evangelisch-lutherischen Kirche Europäisches Russland (ELKER).

### Kirchspielorte
Bis 1945 waren in das Kirchspiel Petersdorf 32 Ortschaften eingepfarrt (* = Schulort):
| Deutscher Name                      | Russischer Name            |  | Deutscher Name                            | Russischer Name |
| ----------------------------------- | -------------------------- |  | ----------------------------------------- | --------------- |
| Agnesenhof                          | Nesterowskoje              |  | Neu Weißensee                             |                 |
| Brandlacken                         | Brody                      |  | Oppen                                     | Prigorki        |
| Eduardshöhe                         |                            |  | *Petersdorf                               | Kuibyschewskoje |
| Götzendorf                          | Detskoje                   |  | *Parnehnen                                | Krasny Jar      |
| *(Groß) Weißensee                   | Bolschije Gorki            |  | Pettkuhnen                                | Dalneje         |
| Grünwalde                           |                            |  | Reichenhof                                | Balaschewskoje  |
| Gudlacken                           |                            |  | Ripkeim                                   |                 |
| Jodeiken                            | Meschdulessje              |  | *Sanditten                                | Lunino          |
| Kawerninken, 1938–1946: Kawernicken | Odesskoje, jetzt: Olchowka |  | Stobingen                                 | Liwny           |
| Klein Weißensee                     | Malyje Gorki               |  | *Taplacken                                | Talpaki         |
| Klinglacken                         | Radolsnoje                 |  | Trakischkehmen, 1938–1946: Kleintraschken |                 |
| *Kolm                               | Wereschtschagino           |  | Trakischken, 1938–1946: Großtraschken     |                 |
| Nalegau                             | Amurskoje                  |  | Wattlau                                   |                 |
| Naukel                              | Meschdulessje              |  | *Wilkendorf                               | Orechowo        |
| Nehne                               |                            |  | Wilkendorfshof                            | Tamanskoje      |
| Neu Petersdorf                      |                            |  | Wilkenhöhe                                |                 |

### Pfarrer (1528–1945)
Von der Reformation bis 1945 amtierten als evangelische Geistliche 22 Pfarrer:
- Sebastian Hoffman, 1528–1530
- Adam Groß, 1530–1534
- Bartholomäus Lorips (Sonntag?), 1559–1562
- Bonifatius Rodau, 1562–1580
- Urban Oehlert, 1580–1616
- Balthasar vom grünenden Walde, 1616–1650
- Georg Sannius. 1650–1680
- Johann Gottfried Rußwurm, 1680–1684
- Gottfried Steinfeldt, 1684–1722
- Christian Hein, 1722–1749
- Varl Gottsched, 1749–1786
- Gottlieb Theodor Scheller, 1786–1809
- Carl Friedrich Venzky, 1810–1827
- Carl Friedrich Doerk, 1827–1870
- Heinrich Adolf Frachet, 1870–1887[10]
- Wilhelm Leopold K.G. Stengel, 1887–1898
- Hermann Heinrich Ernst Fauck, 1898–1913
- Paul Rudolf Müller, 1913–1927
- Herbert Kriwath, 1929–1934
- Johannes Zachau, 1935–1939
- Wilhelm Sauermilch, 1940–1945
- Herbert Hohendorf, 1943

### Kirchenbücher
Von den Kirchenbüchern des Kirchspiels Petersdorf haben den Zweiten Weltkrieg überstanden und werden im Evangelischen Zentralarchiv in Berlin-Kreuzberg aufbewahrt:
- Taufen: 1844 bis 1944, Namensverzeichnisse 1723 bis 1913
- Trauungen: 1844 bis 1944, Namensverzeichnisse 1827 bis 1944
- Begräbnisse: 1844 bis 1944, Namensverzeichnisse 1827 bis 1913,

sowie ein Sonderverzeichnis der Gefallenen von 1914 bis 1915.